# Xã Haynes, Quận Kidder, Bắc Dakota
Xã Haynes (tiếng Anh: Haynes Township) là một xã thuộc quận Kidder, tiểu bang Bắc Dakota, Hoa Kỳ. Năm 2010, dân số của xã này là 18 người.